# Henrik 2. af Holsten
Henrik II, (født ca. 1320, død ca. 1385) var greve af Holsten og søn af grev Gerhard den Store. På grund af hans hårde, sejrrige kampe blev han kaldt Jernhenrik (latin ferreus).
Kort efter drabet på faderen i 1340 indgik Henrik forlig med Valdemar Atterdag, og derefter blev de forvirrede forhold ordnet sådan, at grev Henrik og hans to brødre, Klaus og Adolf, blev panteherrer i Sønderjylland og på Fyn. Freden blev imidlertid snart brudt, og da begge brødrene endnu var børn, blev det i første omgang hans sag at holde fast på det vundne.
Opgaven blev dog efterhånden overtaget af Klaus, da Henrik forlod Holsten for at virke som lejetropanfører i udlandet. I 1345 deltog han i kong Johan af Böhmens krigstog til Preussen, og senere gik han i engelsk tjeneste. Den holstenske tradition kredser om hans deltagelse i de fransk-engelske krige og lader ham spille en hovedrolle i slaget ved Crécy (1346). Det eneste sikre er kun, at han i 1355 trådte i kong Edvard III's tjeneste. I Hansestædernes første krig mod Valdemar Atterdag var han lybsk hærchef og medvirkede i 1363 som leder af lejetropperne til at sætte Albrecht af Mecklenburg på Sveriges trone. Til erstatning for sine udlæg ved denne lejlighed fik han Gotland i pant.
Han deltog også i den anden Hansekrig, men nu som selvstændig fyrste, for det var i denne egenskab, at han havde sluttet sig til det store forbund i Köln (1367). Efter Valdemars død i 1375 sluttede han sig til Mecklenburgerne og benyttede sig af Danmarks svaghed til at bemægtige sig Sønderjylland i fællesskab med sine brødre. Traditionen lader ham i slutningen af sit liv foretage et eventyrligt togt til Italien, men det eneste, der kan bevises, er kun, at han omtales for sidste gang i Holsten i 1384, og at han må være død før 1390. I 1366 søgte og fik han pavens tilladelse til en rejse til det hellige Land, men det vides ikke, om den er blevet gennemført.

## Ægteskaber og børn
Henrik giftede sig første gang med Mechthild til Lippe (død 1362/1365).
Henrik giftede sig anden gang 1366/1374 med Ingeborg af Mecklenburg (omkring 1340-1395). Parret fik følgende børn:
1. Gerhard 6. af Holsten (døde 1404), greve af Holsten og hertug af Slesvig
2. Sophie af Holsten (omkring 1375-efter 1451), gift med hertug Bogislav 8. af Pommern (død 1418)
3. Albrekt 2. af Holsten (død 1403), greve af Holsten
4. Henrik 3. af Holsten (død 1421), greve af Holsten og udvalgt biskop af Osnabrück